# Landenge von Perekop

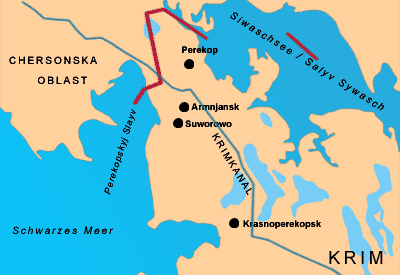
Karte der Landenge von Perekop

Die Landenge von Perekop (ukrainisch Перекопський перешийок, russisch Переко́пский переше́ек, krimtatarisch Or boynu) verbindet die Halbinsel Krim mit dem ukrainischen Festland.

## Geografie
Sie ist an der engsten Stelle knapp neun Kilometer breit und trennt das Schwarze vom Asowschen Meer und dem Sywasch. Südlich von Perekop ist der Sywasch, eine Reihe von Seen mit reichen Salzvorkommen, die stets von wirtschaftlicher Bedeutung für die Region waren.
Über die Landenge verläuft der Nord-Krim-Kanal, der die Krim bis 2014 mit Süßwasser versorgte. Die Fernstraße M 17 und die Eisenbahnlinie waren nach der Annexion der Krim 2014 unterbrochen. Lediglich ein kleiner Grenzverkehr für Fußgänger war noch möglich.

## Geschichte
Durch die strategisch und ökonomisch wichtige Lage war die Landenge mehrfach Schauplatz blutiger Kämpfe um die Krim. Bereits Griechen und Tataren befestigten das Gebiet; bis zum 15. Jahrhundert gab es hier eine Genueser Kolonie.
Im Rahmen der Krimfeldzüge erreichten 1689 russische Truppen die an der Landenge gelegene Festung. Die große Zahl osmanischer und krimtatarischer Soldaten machte einen Angriff aussichtslos.
Im 5. Russischen Türkenkrieg erstürmte 1737 die russische Hauptarmee unter dem Oberbefehlshaber Feldmarschall Burkhard Christoph von Münnich die an der Landenge errichteten Verteidigungslinien der Krimtataren. Seit 1783 gehörte die Landenge zu Russland.
Im Bürgerkrieg zwischen Roter und Weißer Armee nach der Oktoberrevolution fand 1920 eine entscheidende Schlacht mit dem Sieg der Roten Armee über Generalleutnant Wrangel statt, woraufhin rund 140.000 Menschen über das Schwarze Meer Richtung Istanbul flohen und die Krim eine Autonome Sozialistische Sowjetrepublik innerhalb Russlands wurde.
Im Zweiten Weltkrieg spielte die Landenge eine wichtige Rolle bei der Einnahme der Krim durch die deutsche Wehrmacht und die mit ihr verbündete rumänische Armee. Die von der Roten Armee stark abgeriegelte Halbinsel wurde vom 24. September bis zum 27. Oktober 1941 von der 11. Armee unter General Manstein in einer blutigen Schlacht an der Landenge erobert. Bis auf Sewastopol, das erst 1942 nach einer verlustreichen Belagerung eingenommen wurde, wurden danach in schneller Folge Simferopol, Feodossija und Kertsch von der Wehrmacht erobert. Ab November 1943 begann die Rote Armee mit der Rückeroberung der Halbinsel; am 9. Mai 1944 war sie wieder vollständig in sowjetischer Hand.
1954 wurde die Landenge zusammen mit der Krim der Ukrainischen Sowjetrepublik übertragen, wodurch sie ab 1992 zur unabhängigen Ukraine gehörte.
Seit 2014 verläuft hier die Grenze zwischen der Ukraine und der von Russland annektierten Krim entlang der südlichen Verwaltungsgrenze des Oblast Cherson. Im Dezember 2018 hat Russland die Landverbindungen durch einen ca. 50 km langen, soliden Metallzaum von 2,10 m Höhe mit Stacheldrahtkrone und Sicherungssensorik getrennt.

## Strategische und wirtschaftliche Bedeutung
Über die Landenge lief die Verkehrsanbindung und Versorgung der Krim:
- Fernstraße M 17
- Eisenbahnstrecken Charkiw–Sewastopol und Cherson–Kertsch
- Nord-Krim-Kanal zur Wasserversorgung der Krim
- Elektrizitätsversorgung der Krim

## Name
Im Krimtatarischen heißt Perekop „Or boynu“, im Türkischen „Orkapı“, was „Graben“ (or) und „Tor“ (qapı) bedeuten soll. Perekop bedeutet in slawischen Sprachen „Aushub“.